# Literatura de las cicatrices
La literatura de las cicatrices (chino: 伤痕 文学, pinyin: shānghén wénxué) es un género de literatura china que surgió a finales de los años 1970, poco después de la muerte de Mao Zedong, retratando los sufrimientos de profesionales e intelectuales durante los horrores del periodo de la Revolución Cultural y el gobierno de la Banda de los Cuatro.

## Historia

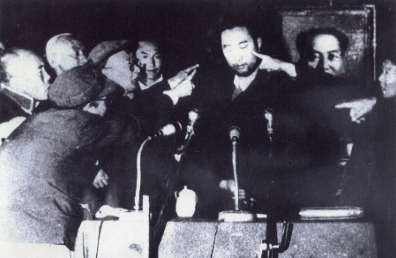
La literatura de las cicatrices nació en reacción a los abusos de la revolución cultural.

El primer ejemplo del género generalmente se acepta como la historia de Lu Xinhua de 1978 «Cicatriz», la cual atacó la hipocresía y la corrupción de los oficiales del gobierno. La historia corta de Liu Xinwu de 1977, «El monitor de clase» (班主任), también ha sido descrita como la gran pionera de la literatura de las cicatrices, aunque esta evaluación es controvertida.
La mayoría de los autores representativos del movimiento tenían entre treinta y cuarenta años durante su auge; trabajaban como escritores asalariados y editores, y publicaron sus obras en revistas literarias patrocinadas por el estado. La indignación moral que expresaron en sus obras resonó en el público, contribuyendo a su popularidad.
El crecimiento de la literatura cicatricial correspondió con la Primavera de Pekín, un período de mayor apertura en la sociedad china; la literatura de las cicatrices incluso ha sido descrita como una «Segunda Campaña de las Cien Flores». Aunque la literatura sobre cicatrices se enfoca en el trauma y la opresión, y ha sido descrita como ampliamente negativa, el amor y la fe siguieron siendo sus principales temas; sus practicantes no solían oponerse al comunismo, sino que por el contrario mantenían su fe en la capacidad del Partido Comunista de China para rectificar las tragedias del pasado y «aceptaban el amor como una clave para resolver los problemas sociales». A pesar de que su escritura fue aclamada como un renacimiento de la tradición del realismo socialista en las artes, de hecho representó un rompimiento de esa tradición, ya que no estaba sujeta al control del partido, y no estaba obligada a servir al propósito de la educación política para las masas.
Sin embargo, la literatura de las cicatrices no tuvo vía libre y fue objeto de escrutinio por el gobierno chino; debido a sus críticas al Partido Comunista y al propio Mao, así como su exposición de los problemas sociales, fue atacado por los conservadores desde 1979. Eventos como el juicio de Wei Jingsheng le demostraron a los escritores que había límites a la hora de tener una discusión abierta sobre los errores pasados del Partido, y después del final del juicio de la Banda de los Cuatro, el clima político se enfrió significativamente. Eventualmente, el gobierno comenzó a tomar medidas enérgicas contra la literatura de las cicatrices como parte de una campaña más amplia contra el «liberalismo burgués». El propio Deng Xiaoping brindó un gran apoyo a la campaña, aunque su regreso a la política china después de su desgracia anterior y su victoria política sobre su rival Hua Guofeng se basó en gran medida en el repudio del maoísmo ultraizquierdista inherente a la literatura cicatricial y su influencia en la opinión pública. La campaña contra la literatura de las cicatrices era en sí misma inusual en el sentido de que, a diferencia de las campañas anteriores contra el liberalismo, las críticas oficiales generalmente se limitaban a ataques contra su contenido, en lugar de denuncias contra individuos.
No todas las obras de autores que vivieron la Revolución Cultural se pueden clasificar como literatura de cicatrices. Zhang Chengzhi en particular es notable por su idealismo con respecto a sus experiencias durante la Revolución Cultural; sus obras, como Corcel negro y Ríos del norte, han sido descritas como refutaciones al «negativismo de la literatura sobre cicatrices».